# Kisantus velifer
Kisantus velifer är en mångfotingart som först beskrevs av Imre Loksa 1967.  Kisantus velifer ingår i släktet Kisantus och familjen Chelodesmidae. Inga underarter finns listade i Catalogue of Life.